# كريستوف بوروجارد
كريستوف بوروجارد (بالفرنسية: Christophe Beauregard)‏ هو مصور فرنسي، ولد في 9 يناير 1966 في سانتس في فرنسا.